# Hải cấm
Hải cấm (海禁) hay cấm biển là một loạt các chính sách liên quan đến chủ nghĩa biệt lập của Trung Quốc, nhằm hạn chế hoạt động buôn bán hàng hải tư nhân và định cư ven biển trong suốt phần lớn thời nhà Minh và giai đoạn đầu thời nhà Thanh. Bất chấp những tuyên bố chính thức, chính sách hải cấm của nhà Minh đã không được thực thi trên thực tế, và hoạt động thương mại vẫn tiếp tục mà không bị ngăn trở. Trong khi đó, "Thiên giới lệnh" đầu thời nhà Thanh rõ ràng hơn với những tác động tàn phá dành cho cộng đồng dân cư ven biển. 